# Gaspar de Bracamonte y Guzmán
 (octobre 2024).
Si vous disposez d'ouvrages ou d'articles de référence ou si vous connaissez des sites web de qualité traitant du thème abordé ici, merci de compléter l'article en donnant les références utiles à sa vérifiabilité et en les liant à la section « Notes et références ».
Gaspar de Bracamonte y Guzmán, troisième comte de Peñaranda (espagnol : Gaspar de Bracamonte y Guzmán, tercer Conde de Peñaranda), né vers 1595 et mort le 14 décembre 1676, est un diplomate et homme d'état espagnol.

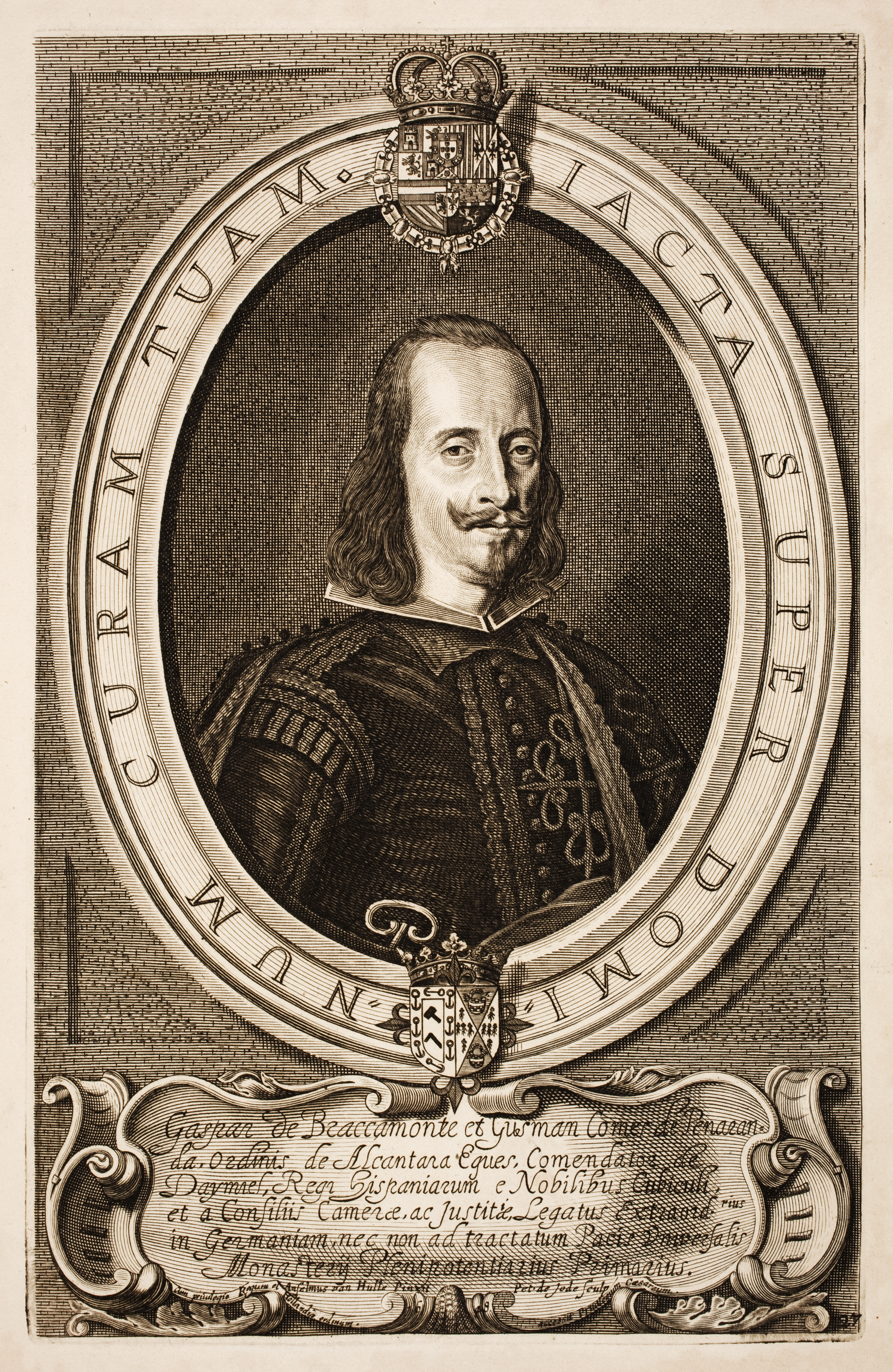
Gaspar de Bracamonte à la Paix de Westphalie, gravure d'après.

## Biographie
Bracamonte naît à Peñaranda de Bracamonte, en Espagne, en 1595. Il est le cinquième fils d'Alonso de Bracamonte, premier comte de Peñaranda et instructeur du prince espagnol. Il épouse sa nièce, María de Bracamonte, fille de son frère aîné Balthazar Emmanuel et troisième comtesse de Peñaranda. Ensemble, ils ont un fils, Gregorio, quatrième comte de Peñaranda, qui meurt sans héritiers légitimes en 1689. 
Bracamonte dirige la délégation espagnole lors de la Paix de Münster et de la Paix de Westphalie en 1648, où il représente Philippe IV. Ces traités mettent fin à la guerre de Quatre-vingts ans avec la République néerlandaise et à la guerre de Trente ans en Allemagne, mais pas à la guerre avec la France, qui se poursuivra jusqu'en 1659. Don Gaspar retourne en Espagne en septembre 1650. En février 1651, le roi le nomme président du Conseil des ordres. En octobre 1653, il lui accorde également la présidence du Conseil des Indes, tout en conservant celle du Conseil des ordres.
De 1659 à 1664, il est vice-roi espagnol de Naples et, après la mort du roi Philippe IV, l'un des régents du royaume d'Espagne. Après la mort du roi en 1665, il retourne en Espagne et devient conseiller de la veuve du roi, Marie-Anne d'Autriche, qui assure la régence pour son fils encore enfant, Charles. 
Il négocie et signe deux traités avec l'Angleterre : le Traité de Madrid (en) (1667) avec le comte de Sandwich concernant la guerre de Restauration portugaise, et le traité de Madrid (1670) avec William Godolphin (en) pour régler tous les différends en Amérique.
Bracamonte meurt à Madrid, en Espagne, le 14 décembre 1676.